# Аваннаа
Аваннаа (Северная Гренландия (дат. Nordgrønland)) — территория, существовавшая до 1 января 2009 года в Гренландии. Административный центр — Каанаак. Это был наименее густонаселённый регион в мире с населением 843 человек, живших на площади 106700 км² с плотностью 0,0079 человек на квадратный километр. Общая площадь земли, включая землю, покрытую льдом более 500000 км². на юге северо-запада имел границы с Канадой.

## Состав
Муниципалитет Каанаак, Туле (аэробаза), (не населённый с анклавом в городе Туле) и Северо-Восточный Гренландский национальный парк (ненаселённый).

## Местные занятия
Охота являлась основным источником дохода населения, и именно поэтому поселения здесь отличаются от тех, которые расположены в остальной части Гренландии. Зимой, когда замерзают фьорды, охотники и рыболовы передвигаются на собачьих упряжках.

## Животный мир
Из наземных животных только мелкие млекопитающее, такие как лисицы и зайцы, а мир птиц и водоплавающих разнообразен. Есть много видов чайки, и их часто видели недалеко от города, где они поедают отходы от рыбных заводов. Креветки, которые входят в число экспорта Гренландии, живут в основном в водах Северной Гренландии. Также в прибрежных водах обитают финвалы.